# Anoplotettix malickyi
Anoplotettix malickyi är en insektsart som beskrevs av Dlabola 1984. Anoplotettix malickyi ingår i släktet Anoplotettix och familjen dvärgstritar. Inga underarter finns listade i Catalogue of Life.